# Kawasaki Ki-88
Kawasaki Ki-88 (яп. 川崎 キ 88) — проєкт винищувача-перехоплювача Імперської армії Японії періоду Другої світової війни.

## Історія створення
У 1942 році командування Імперської армії Японії усвідомило необхідність створення винищувача-перехоплювача для захисту окремих об'єктів (заводів, аеродромів, нафтобаз і т. ін.), які в першу чергу піддавались бомбардуванням союзниками. Були сформовані технічні вимоги на літак, основними з яких були наявність достатньо важкого озброєння, здатного завдати серйозної шкоди американським літакам, особливо важким бомбардувальникам, живучість яких вже змогли оцінити японські пілоти, а також мати хорошу керованість та бути легкими для навчання пілотів.
Через завантаженість конструкторських бюро фірми Kawasaki іншими роботами для проєкту, який отримав назву Ki-88, головний конструктор Такео Дої вирішив використати спрощений варіант літака Kawasaki Ki-64. Як основну зброю було вирішено використати 37-мм гармату Но-203, розташовану в носовій частині літака, доповнену двома 20-мм гарматами Но-5 на крилі. Оскільки Но-203 мала в довжину 1,5 м, щоб розмістити її в літаку, була використана незвична схема розміщення двигуна. Двигун Kawasaki На 140 потужністю 1500 к.с. з турбокомпресором розташовувався у задній частині фюзеляжу. Обертовий момент передавався на гвинт за допомогою валу, який проходив у нижній частині фюзеляжу. Подібна схема використовувалась на американському винищувачі P-39 «Аерокобра».
У червні 1943 року проєкт літака був готовий, а вже у серпні був збудований повномасштабний макет. Крім того, почалось виготовлення фюзеляжу та крила літака. Планувалось, що перший прототип буде готовий у жовтні 1943 року. Але після огляду макету комісією ВПС стало зрозуміло, що новий літак не матиме особливих переваг перед Kawasaki Ki-61, тому роботи над Ki-88 були припинені.

## Тактико-технічні характеристики

### Технічні характеристики
- Екіпаж: 1 чоловік
- Довжина: 10,20 м
- Висота: 4,10 м
- Розмах крила: 12,40 м
- Площа крила: 26,70 м ²
- Маса порожнього: 2 840 кг
- Маса спорядженого: 3 900 кг
- Двигун: 1 х Kawasaki Ha-140
- Потужність: 1 500 к. с.

### Льотні характеристики
- Максимальна швидкість: 600 км/г
- Крейсерська швидкість: 457 км/г
- Практична дальність: 1 000 км
- Практична стеля: 10 800 м

### Озброєння
- Гарматне:
  - 1 х 37-мм гармата
  - 2 × 20-мм гармати